# Ulrich Schamoni
Ulrich Schamoni (né le 9 novembre 1939 à Berlin et mort le 9 mars 1998  dans la même ville) est un réalisateur allemand.

## Filmographie partielle
- 1966 : Es
- 1967 : Alle Jahre wieder
- 1968 : Un quatuor dans un lit (de) (Quartett im Bett)
- 1970 : Wir – zwei (de)
- 1971 : Eins
- 1980 : Das Traumhaus (de)